# جورج وينستون
جورج وينستون (بالإنجليزية: George Winston)‏ هو عازف قيثارة وعازف بيانو وملحن وموسيقي أمريكي، ولد في 1949 في ميشيغان في الولايات المتحدة.

## وصلات خارجية
- الموقع الرسمي
- جورج وينستون على موقع IMDb (الإنجليزية)
- جورج وينستون على موقع ميوزك برينز (الإنجليزية)
- جورج وينستون على موقع أول ميوزيك (الإنجليزية)
- جورج وينستون على موقع ديسكوغز (الإنجليزية)
- جورج وينستون على موقع قاعدة بيانات الفيلم (الإنجليزية)